# Roberto Cassinelli
Roberto Nicola Cassinelli (Genova, 10 dicembre 1956) è un avvocato, giurista e politico italiano; deputato nella XVI e nella XVIII legislatura e senatore nella XVII legislatura, è giudice della Corte costituzionale dal 19 febbraio 2025.

## Biografia
Ha conseguito la laurea in giurisprudenza presso l'Università Statale di Milano.
Allievo del professore Franco Bonelli, esercita da oltre trent'anni la libera professione di avvocato, è patrocinante presso la Suprema Corte di Cassazione ed è stato per due mandati consigliere dell'Ordine degli Avvocati del Foro di Genova.

### Attività politica
Aderisce giovanissimo al Partito Liberale Italiano: dapprima è stato segretario regionale ligure della Gioventù Liberale Italiana, quindi, nel 1981, 1985 e 1990, è stato eletto al Consiglio comunale di Genova nelle liste del PLI.
Nel 1994 ha aderito a Forza Italia, movimento nel quale si ritrovarono molti esponenti del Partito Liberale Italiano dopo il suo scioglimento.
Nel movimento azzurro ha ricoperto la carica di vice-coordinatore regionale del partito in Liguria (1994-2006), di commissario cittadino di Genova (agosto 2005 - ottobre 2007) e, dal 14 ottobre 2007 fino allo scioglimento di Forza Italia nel Popolo della Libertà, di coordinatore cittadino di Genova, eletto all'unanimità dal congresso.
È stato, inoltre, membro del Consiglio Nazionale del partito a partire dal 2005.
Con la nascita del Popolo della Libertà ha assunto la carica di Coordinatore Vicario per la città di Genova, che ha mantenuto dal 9 aprile 2009 fino al febbraio 2012. Nel giugno 2009 è stato nominato Membro della Consulta nazionale sulla Giustizia e Responsabile nazionale del dipartimento diritto societario e fallimentare del Popolo della Libertà.
Alle elezioni politiche del 2006 è stato candidato alla Camera dei deputati,, tra le liste di Forza Italia nella circoscrizione Liguria in sesta posizione, risultando tuttavia il primo dei non eletti.

#### Elezione a deputato
Alle elezioni politiche del 2008 viene ricandidato alla Camera, tra le liste del Popolo della Libertà (lista che univa principalmente Forza Italia e Alleanza Nazionale) nella circoscrizione Liguria in nona posizione, risultando questa volta eletto deputato. Nella XVI legislatura della Repubblica è stato segretario della Giunta per le autorizzazioni, membro della 2ª Commissione Giustizia e del Comitato parlamentare per i procedimenti di accusa..
La sua attività parlamentare si è concentrata prevalentemente sui temi della giustizia, delle libere professioni e del diritto delle nuove tecnologie. In particolare, ha dato vita a numerose iniziative parlamentari a difesa della libertà di espressione in rete. È stato primo firmatario e relatore della riforma dell'ordinamento forense, approvata nonostante il parere contrario del Governo Monti e divenuta legge (l. n. 247/2012). La professione di avvocato è stata così riformata dopo oltre settant'anni dall'entrata in vigore della precedente legge (r.d.l. n. 1578/1933).
Secondo i dati diffusi dalla Camera dei deputati al termine della XVI Legislatura, Cassinelli ha partecipato al 99,79% di votazioni in aula (di cui lo 0,21% di missioni), essendo così il più presente fra i deputati eletti nella circoscrizione Liguria e il terzo deputato più presente in assoluto.

##### Le proposte per internet
È stato tra i fondatori dell'Intergruppo Parlamentare 2.0, un gruppo di deputati e senatori di ogni schieramento politico avente per finalità la promozione delle politiche dell'innovazione all'interno del Parlamento italiano.
Nell'ambito della propria attività parlamentare, ha dato vita a diverse iniziative direttamente rivolte al mondo della rete.
Il 19 novembre 2008 ha presentato alla Camera il progetto di legge 1921 chiamandolo "Salvablog" in antitesi al progetto di legge Levi cosiddetto "Ammazzablog". Cassinelli ha poi dato vita all'iniziativa "scriviamola insieme!" per modificare il testo originariamente presentato: dialogando con i blogger italiani ha raccolto da loro suggerimenti e critiche, che gli hanno consentito di presentare in via definitiva un testo completo che, secondo buona parte dei commentatori, rispecchia gli interessi della comunità virtuale e risponde alle sue esigenze, anche se alcuni rimangono titubanti e temono che il significato iniziale del testo possa essere stravolto da emendamenti.
Nel febbraio 2009 ha presentato una proposta di emendamento all'articolo 60 del ddl sicurezza introdotto da un emendamento presentato dal senatore dell'UdC Gianpiero D'Alia, che avrebbe introdotto disposizioni relative al filtraggio dei siti sulla base dei loro contenutia. Nella notte del 29 aprile 2009 è stato il primo ad annunciare ufficialmente, tramite il proprio blog, l'abrogazione dell'articolo 60 dal ddl sicurezza. La decisione è stata presa, poco prima delle ore 02.00, dalle Commissioni riunite Affari costituzionali e Giustizia di Montecitorio su proposta dello stesso Cassinelli.
A giugno 2009 presenta un disegno di legge in tema di riforma del diritto d'autore con l'obiettivo di contemperare gli interessi degli autori e degli editori con quelli del pubblico sulla più larga diffusione della conoscenza.
Nell'ottobre 2010 ha promosso e sostenuto l'iniziativa "wi-fi libero" grazie alla quale non sono state rinnovate le disposizioni previste nel cd. decreto Pisanu che limitavano l'utilizzo e la diffusione del wi-fi in Italia.
Nella primavera 2011 è stato il promotore di un'interpellanza parlamentare, sottoscritta da deputati di ogni schieramento, nata con lo scopo di contrastare le iniziative dell'Agcom in materia di diritto d'autore.
Nell'ottobre 2011 è intervenuto modificando il comma 29 del cosiddetto "ddl intercettazioni" presentato dall'allora Ministro della giustizia, Angelino Alfano, che prevedeva l'estensione dell'obbligo di rettifica, previsto per le testate giornalistiche, anche per i blog amatoriali.
Nel maggio 2012 ha dichiarato di sostenere la candidatura di Stefano Quintarelli, fortemente sostenuto dall'ambiente web, a commissario dell'Agcom. È stato così il primo parlamentare a votare in Aula sulla base delle risultanze di una consultazione on-line.

#### Elezione a senatore dal 2017
Alle elezioni politiche del 2013 viene candidato al Senato della Repubblica, tra le liste del Popolo della Libertà nella circoscrizione Liguria in terza posizione, risultando il primo dei non eletti. Il 20 aprile 2017, in seguito alle dimissioni di Augusto Minzolini da parlamentare, gli subentra e viene proclamato senatore per la parte residua della XVII Legislatura. Da subito membro della Commissione Affari Esteri, dal 16 maggio fa parte della Commissione Affari Costituzionali.

##### Attività nella legislatura

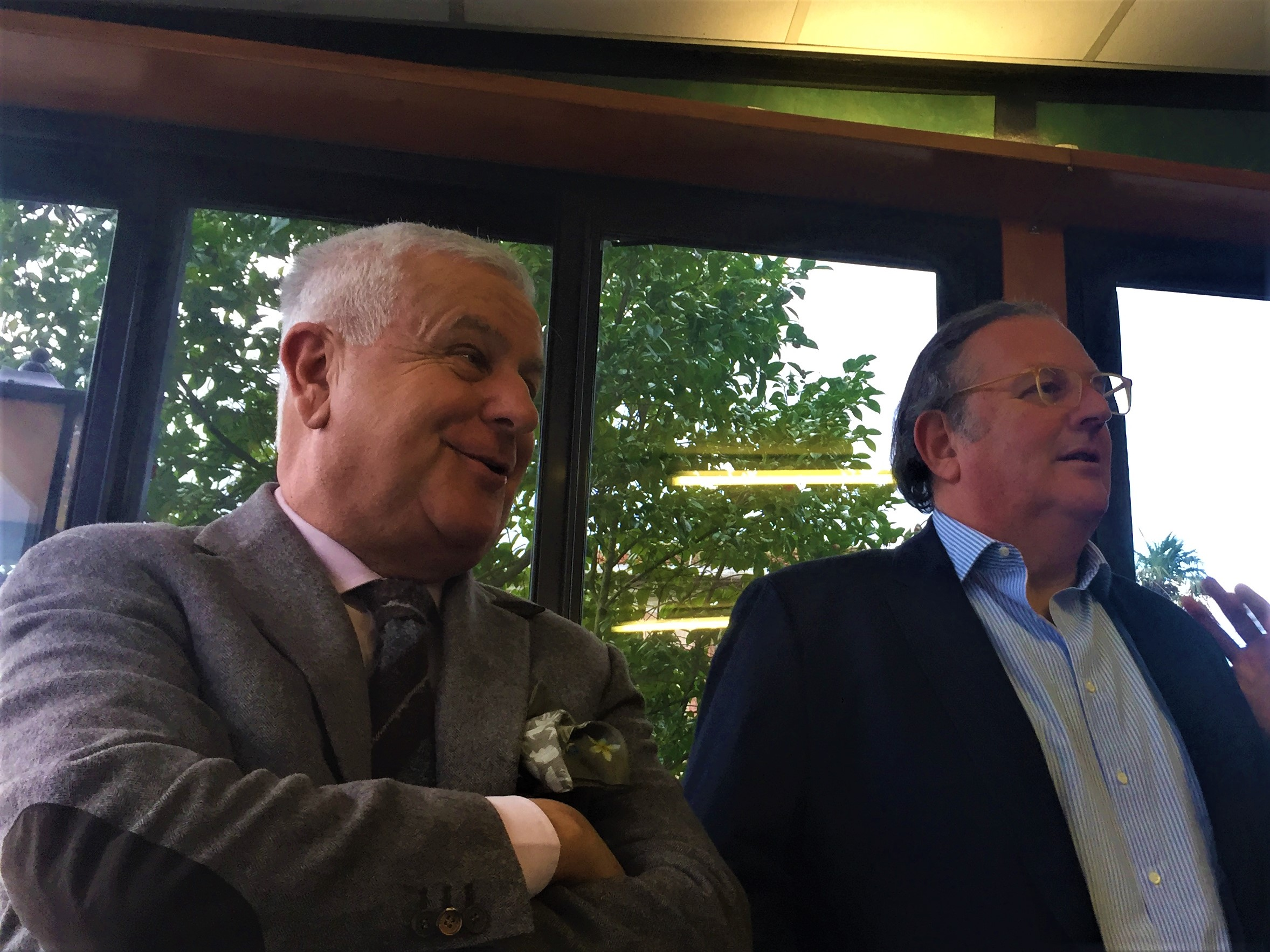
Cassinelli e Bagnasco.

Nella XVII legislatura presenta una mozione sull'ipotesi di rimozione delle statue di Cristoforo Colombo, interviene per la Piaggio sollecitando il ministro dell'Economia Pier Carlo Padoan a prorogare la cassa integrazione per i lavoratori di Villanova d'Albenga, sollecita finanziamenti per lo sviluppo della tramvia e l'ampliamento della metropolitana di Genova, presenta un disegno di legge di modifica del codice della strada per consentire l'utilizzo di sistemi di rilevazione elettronica della velocità nelle strade urbane.
Inoltre presenta delle interrogazioni al ministro dello Sviluppo economico Carlo Calenda per salvaguardare i lavoratori genovesi di Wind-3 Italia, al ministro della Giustizia Andrea Orlando per il tribunale di Savona e la sicurezza all'interno dei Palazzi di Giustizia, al ministro degli Esteri Angelino Alfano per gli scontri in Venezuela  e la strana morte della genovese Benedetta Podestà a Londra, a Padoan per il caos "spesometro", ai ministri della Salute Beatrice Lorenzin e delle Infrastrutture Graziano Delrio affinché le pubbliche assistenze siano esentate dal pagamento del pedaggio  (alla ministra chiede anche di avviare una campagna di comunicazione sulla possibilità di partorire in forma anonima)  e ai ministri della Difesa Roberta Pinotti e dell'Interno Marco Minniti con l'obiettivo di eliminare ogni preclusione all’accesso dei celiaci alle carriere militari.
Il 15 novembre 2017 è il relatore del provvedimento che prevede il riconoscimento per legge del Canto degli Italiani, ovvero l'inno italiano scritto dal genovese Goffredo Mameli. In seguito un suo emendam ento alla finanziaria promossa dal Parlamento permette allo Stato di ripianare i buchi nei bilanci delle compagnie portuali salvando così 3.000 scaricatori di porto di cui circa 1.000 camalli genovesi.

#### Elezione a deputato nel 2018

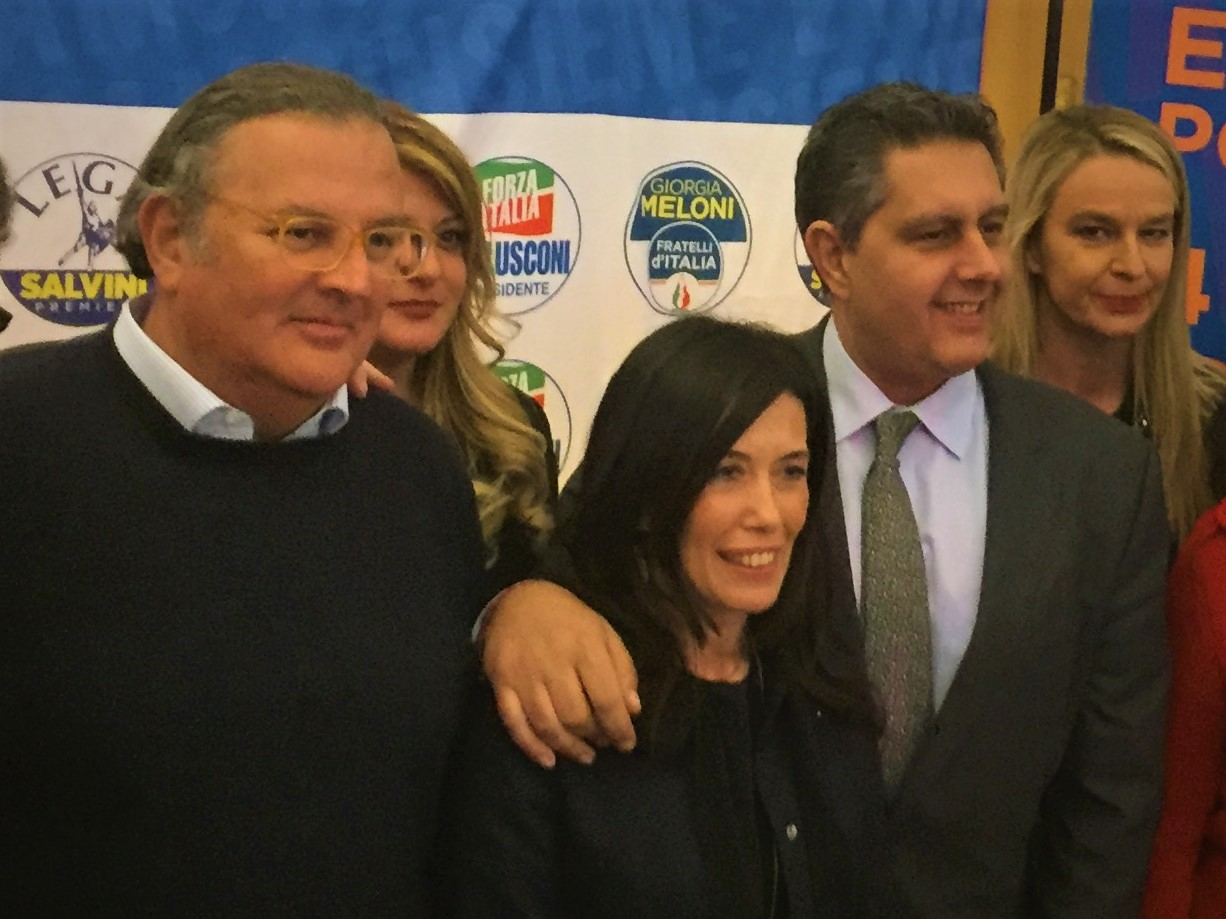
Cassinelli con Manuela Gagliardi, Giovanni Toti e Stefania Pucciarelli durante la campagna elettorale del 2018.

Alle elezioni politiche del 2018 è candidato alla Camera dei Deputati, nel collegio plurinominale Liguria - 02, nelle liste di Forza Italia (come capolista), venendo eletto deputato della XVIII legislatura. Ricopre questi incarichi: membro della Commissione Giustizia dal 21 giugno, Segretario della Giunta per le autorizzazioni dal 17 luglio, membro del Comitato parlamentare per i procedimenti di accusa dal 17 luglio e membro del Comitato consultivo sulla condotta dei deputati dal 17 ottobre. Nel febbraio 2019 viene nominato presidente della sezione bilaterale di amicizia Italia-Cuba nell'ambito dell'Unione interparlamentare, l'organizzazione che riunisce tutte le assemblee parlamentari del mondo. Nell’aprile 2021 viene  nominato responsabile dell’area Libere professioni in Forza Italia nell’ambito della Commissione Giustizia.
Alle elezioni politiche anticipate del 2022 viene ricandidato alla Camera, nel collegio plurinominale Liguria - 01 in seconda posizione dietro a Rita dalla Chiesa, ma non viene rieletto.

### Giudice costituzionale

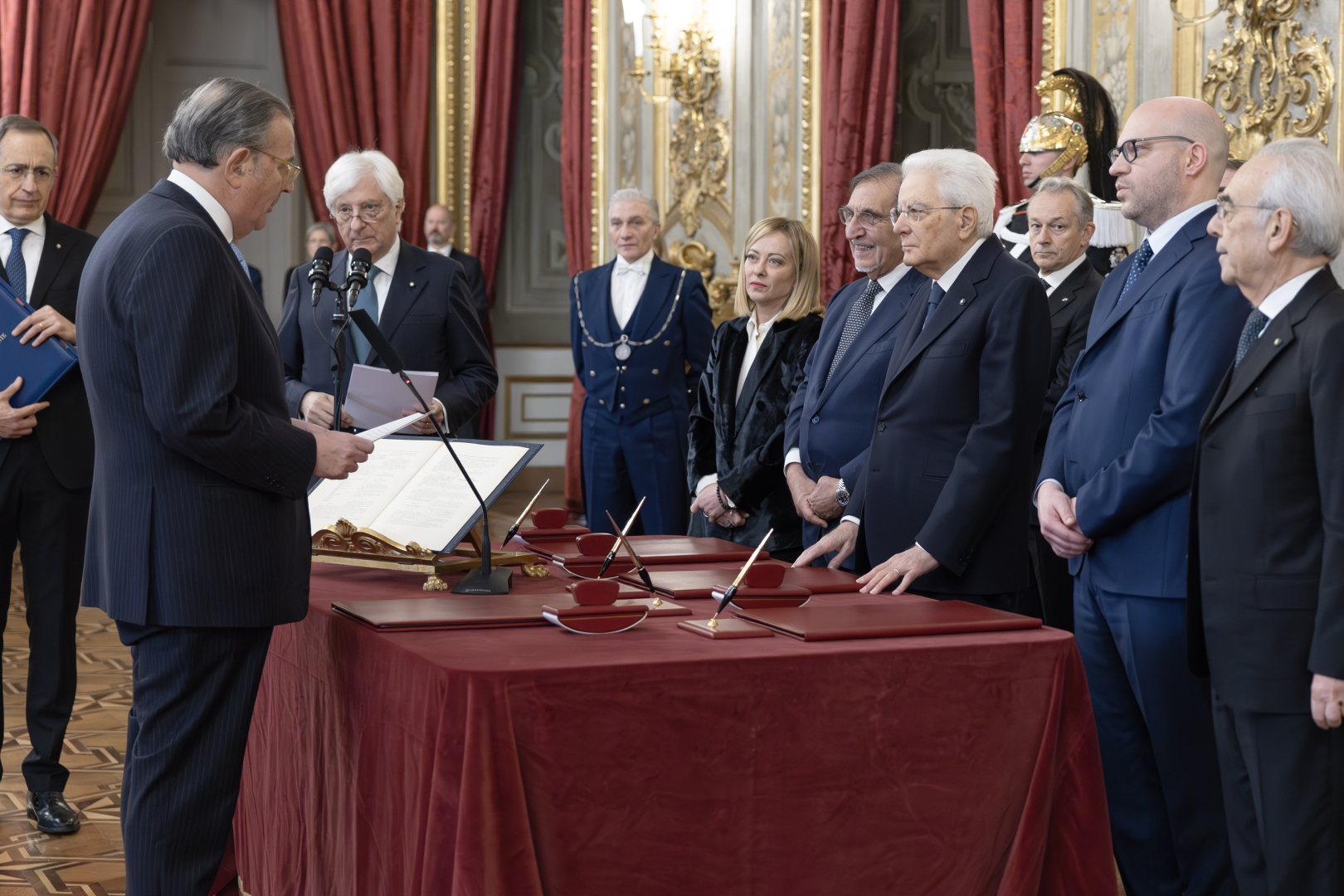
Cassinelli giura come giudice costituzionale.

Il 13 febbraio 2025 è stato eletto giudice della Corte Costituzionale dal Parlamento in seduta comune con 503 voti su 539 votanti, divenendo così il quinto nella storia della Repubblica ad avere ricoperto le cariche di deputato, senatore e giudice costituzionale (prima di lui Giuliano Amato, Giuliano Vassalli, Leopoldo Elia ed Enzo Capalozza). Ha prestato giuramento nelle mani del Presidente della Repubblica il 19 febbraio seguente.